# Carl Christian Agthe
Carl Christian Agthe (* 16. Juni 1762 in Hettstedt; † 27. November 1797 in Ballenstedt) war ein deutscher Komponist und Organist.

## Leben
Einer Musikerfamilie entstammend, trat er 1782 das Amt des Hoforganisten und Hofkapellmeisters am Hof des Fürsten zu Anhalt-Bernburg an. Der damalige Fürst Friedrich Albrecht zu Anhalt-Bernburg wurde sein musikalischer Förderer. Nachdem der Hof nach Ballenstedt umgezogen war, folgte er diesem und nahm wieder seine früheren Ämter an. An seinem neuen Wirkungsort wurde 1787 ein Hoftheater ins Leben gerufen. Agthe zeichnete für zahlreiche Werke verantwortlich, die dort aufgeführt wurden. Am Herzoglichen Hoftheater wirkte er bis zu seinem Tode im Alter von 35 Jahren.
Agthe war ein produktiver Komponist. Sein kompositorisches Schaffen umfasst vorrangig Opern, Dramen, Konzerte, Libretti und Lieder. Hierbei vertonte er hauptsächlich Lieder und Gedichte bedeutender Dichter der klassischen deutschen Literatur. Ein Teil seiner Werke wurde im Zweiten Weltkrieg vernichtet.
Sein Sohn war der Komponist Wilhelm Agthe.

## Werke

### Für die Bühne
- Erwin und Elmire, Singspiel. Text: Johann Wolfgang von Goethe. Uraufführung: 1776 Reval, Schauspielhaus. 1790 Ballenstedt, Schlosstheater
- Acontius und Cidippe, Singspiel. Libretto: Bober, nach Ovid. Uraufführung: 1777 Reval, Schauspielhaus
- Das Milchmädchen, Singspiel. Uraufführung: 1777 Reval. 1782 Ballenstedt
- Martin Velten, Komische Oper 3 Akte. 1778 Reval, Theater im Gildenhaus  (Digitalisat des Librettos bei Google Books)
- Philemon und Baucis, Ballett-Divertissement. Uraufführung 1778 Reval. 1791 Ballenstedt
- Der Barbier auf dem Lande, Komische Oper 3 Akte. Uraufführung: 1779 St. Petersburg
- Die Spiegelritter, Oper 3 Akte. Text: August von Kotzebue. Uraufführung: 1795 Ballenstedt
- Die weißen Inseln, Oper. Nicht aufgeführt
- Mehala, die Tochter Jephta, Musikalisches Drama. Aufführungsdaten unbekannt

### Lieder
- Abgewelkt, des bangen Lebens müde (Text: Ribbeck)
- Ach, mir ist das Herz so schwer (Text: Stolberg)
- Euch jungen Weiberchen (Romanze) (Text: Philippine Gatterer)
- Hast du nicht Liebe zu gemessen (Text: Gottfried August Bürger)
- Holder Mai, die Lämmer springen (Text: Johann Wilhelm Ludwig Gleim)
- Ich sehe mit Schmerzen (Text: Stolberg)
- Leb wohl, bis wir uns wiedersehn (Text: Friedrich Schlegel)
- Mir tut's so weh im Herzen (Text: Gottfried August Bürger)
- Nichts kann mir Freude (Das verliebte Mädchen) (Text: Philippine Gatterer)
- Schließe gütig meine Augenlider (An den Schlaf) (Text: Philippine Gatterer)
- Schon hat des nahen Frühlings Güte (Minna an ihren Geliebten) (Text: Philippine Gatterer)
- Schön ist's, wenn die braune Kluft (Selino und Alcinna) (Text: Philippine Gatterer)
- Trinklied im Mai (Text: Ludwig Christoph Heinrich Hölty)
- Wann die Hochzeitsfackel lodert (Text: Ludwig Andreas Gotter)
- Wie selig, wer sein Liebchen hat (Text: Gottfried August Bürger)

### Weitere Werke
- Konzert für Cembalo, Violine und Orchester D.Dur (Digitalisat beim IMSLP) I Allegro assai II Rondo: Allegretto e poco andante
- Konzert für Flöte und Orchester G-Dur OCLC 71480497I Allegro moderato II Romanze III Andante con variatione
- Sinfonia C-Dur  (Digitalisat beim IMSLP) I Allegro II Menuetto allegretto III Rondo: Allegro scherzando IV Presto
- Drey leichte Sonaten : fürs Clavier oder PianoforteI, Breitkopf, Leipzig, 1790 OCLC 1200777406 (Digitalisat der Digitalisierten Sammlungen der Staatsbibliothek zu Berlin)
- Die Kindersinfonie, für Orchester und Kinderinstrumente
- Lieder eines leichten und fließenden Gesangs für das Clavier. Ballenstedt 1782 (urn:nbn:de:hbz:51:1-7403, LLB Detmold)
- Der Morgen, Mittag, Abend und Nacht : vom Herrn Professor Sander als ein Auszug zum Singen beym Klavier. Ballenstedt 1784 (urn:nbn:de:hbz:51:1-7494, LLB Detmold)